# Comeniusuniversiteit Bratislava
De Comeniusuniversiteit Bratislava (Slowaaks: Univerzita Komenského v Bratislave) is een universiteit in de Slowaakse hoofdstad Bratislava. De instelling is vernoemd naar Jan Amos Comenius, een Tsjechisch filosoof en pedagoog.

## Geschiedenis
De universiteit werd opgericht op 27 juni 1919, vlak na de stichting van Tsjechoslowakije. De universiteit begon met een faculteit voor geneeskunde en twee jaar later werden de faculteiten recht en filosofie aan het pakket toegevoegd. Bij de oprichting van de universiteit werden de Slowaken geholpen door de Karelsuniversiteit in Praag. In de eerste jaren waren vele professoren dan ook Tsjechen. De huidige naam, Comenius, droeg de instelling vanaf het begin. Tussen 1939 en 1954 echter droeg ze de naam Slovenská univerzita (Slowaakse universiteit). 

## Faculteiten
De universiteit is opgedeeld in dertien faculteiten. De dertien faculteiten met tussen haakjes het jaar van oprichting.
- Geneeskundige faculteit (1919)
- Jesenniusfaculteit voor geneeskunde (1969)
- Faculteit voor farmacie (1952)
- Faculteit voor recht (1921)
- Faculteit voor filosofie (1921)
- Natuurwetenschappelijke faculteit (1940)
- Faculteit voor wiskunde, natuurkunde en informatica (1980)
- Faculteit voor sportwetenschappen (1965)
- Pedagogische faculteit (1964)
- Faculteit voor management (1991)
- Faculteit voor sociale en economische wetenschappen
- Evangelisch theologische faculteit (1990)
- Rooms-katholieke faculteit voor theologie van Cyrillus en Methodius (1990)

 België - Universiteit Antwerpen ·
 Tsjechië - Masaryk-universiteit ·
 Denemarken - Universiteit van Aarhus ·
 Spanje - Complutense-universiteit van Madrid ·
 Finland - Universiteit van Helsinki ·
 Frankrijk - Université de Lille · Universiteit van Straatsburg ·
 Duitsland - Ruhr-universiteit van Bochum · Universiteit Leipzig ·
 Estland - Universiteit van Tartu ·
 Griekenland - Aristoteles-universiteit van Thessaloniki ·
 Hongarije - Eötvös Loránd Tudományegyetem ·
 IJsland - Háskóli Íslands ·
 Ierland - University College Cork ·
 Italië - Università di Bologna ·
 Letland - Latvijas Universitāte ·
 Litouwen - Universiteit van Vilnius ·
 Malta - Universiteit van Malta ·
 Nederland - Hogeschool voor de Kunsten Utrecht · Universiteit Utrecht ·
 Noorwegen - Universiteit van Bergen ·
 Oostenrijk - Universiteit van Graz ·
 Polen - Jagiellonische Universiteit ·
 Portugal - Universiteit van Coimbra ·
 Roemenië - Alexander Jan Cuza-universiteit van Iași ·
 Slowakije - Comeniusuniversiteit Bratislava ·
 Slovenië - Universiteit van Ljubljana ·
 Turkije - Boğaziçi Universiteit ·
 Verenigd Koninkrijk - Queens University Belfast · Universiteit van Hull ·
 Zwitserland - Universität Basel
Albanië: Universiteit van Tirana, Technische Hogeschool van Tirana · 
België: Vrije Universiteit Brussel, Université libre de Bruxelles · 
Bulgarije: Sofia Universiteit St. Kliment Ohridski · 
Cyprus: Universiteit van Cyprus · 
Duitsland: Vrije Universiteit Berlijn, Humboldtuniversiteit · 
Denemarken: Universiteit van Kopenhagen · 
Estland: Technische Universiteit Tallinn, Universiteit van Tallinn · 
Finland: Universiteit van Helsinki · 
Frankrijk: Sorbonne Université, Université Sorbonne-Nouvelle, Universiteit Paris-Dauphine ·
Griekenland: Universiteit van Athene · 
Hongarije: Loránd Eötvös-universiteit · 
Ierland: Nationale Universiteit van Ierland, Dublin · 
Italië: Universiteit Sapienza Rome, Universiteit van Rome Tor Vergata, Roma Tre-universiteit · 
Kroatië: Universiteit van Zagreb · 
Letland: Universiteit van Letland · 
Litouwen: Universiteit van Vilnius · 
Nederland: Universiteit van Amsterdam · 
Noord-Macedonië: Universiteit van Skopje · 
Noorwegen: Universiteit van Oslo · 
Oostenrijk: Universiteit van Wenen · 
Polen: Universiteit van Warschau · 
Portugal: Universiteit van Lissabon · 
Roemenië: Universiteit van Boekarest · 
Rusland: Staatsuniversiteit van Moskou · 
Slowakije: Comenius Universiteit Bratislava · 
Slovenië: Universiteit van Ljubljana · 
Spanje: Autonome Universiteit van Madrid, Complutense-universiteit van Madrid · 
Tsjechië: Karelsuniversiteit Praag · 
Verenigd Koninkrijk: University College London · 
IJsland: Universiteit van IJsland · 
Zweden: Universiteit van Stockholm · 
Zwitserland: Universiteit van Lausanne